# Volta às Astúrias
A Volta às Astúrias é uma competição ciclista profissional por etapas que se disputa no Principado de Astúrias durante o mês de abril ou maio. Desde a criação dos Circuitos Continentais da UCI em 2005 faz parte do UCI Europe Tour, dentro da categoria 2.1.
A carreira disputa-se desde o ano 1925 e é uma das carreiras mais antigas do ciclismo espanhol. Na actualidade a carreira compreende de três etapas durante três dias, acabando sempre em Oviedo. Também são habituais os finais de etapa nas cidades de Avilés, Gijón e Llanes. Outras etapas destacadas são a subida ao Alto do Acebo, um clássico dentro da carreira nos últimos anos.
Na actualidade, no último dia da carreira principal, realizam-se várias carreiras de aficionados femininas, masculinas e juniors para arrecadar fundos a diversas organizações sociais do Principado das Astúrias.
Está organizado pelo Clube Ciclista Áramo.

## Palmarés
| Ano                              | Vencedor                   | Segundo                        | Terceiro                   |           |
| -------------------------------- | -------------------------- | ------------------------------ | -------------------------- | --------- |
| 1925                             | Segundo Barruetabeña       | Victor Rojo                    | Manuel Castro              |           |
| 1926                             | Ricardo Montero            | Miguel Mucio                   | Manuel Castro              |           |
| 1927                             | Miguel Mucio               | Ricardo Montero                | Mariano Cañardo            |           |
| 1928                             | Ricardo Montero            | Mariano Cañardo                | Jean Mateu                 |           |
| 1929-1946 edições não realizadas |                            |                                |                            |           |
| 1947                             | Emilio Rodríguez Barros    | Senén Blanco Diez              | Senén Mesa Fernández       |           |
| 1948-1949 edições não realizadas |                            |                                |                            |           |
| 1950                             | Miquel Gual Bauzà          | Senén Mesa Fernández           | Andreu Trobat García       |           |
| 1951-1952 edições não realizadas |                            |                                |                            |           |
| 1953                             | Antoni Gelabert            | Pere Sant i Alentà             | Vicente Iturat             |           |
| 1954                             | Bernardo Ruiz              | Dalmacio Langarica             | Manuel Rodríguez Barros    |           |
| 1955                             | Federico Bahamontes        | Francesc Alomar Florit         | Gabriel Company            |           |
| 1956                             | Emilio Hernán Díaz Herrera | Antonio Suárez                 | Andreu Trobat García       |           |
| 1957                             | Federico Bahamontes        | René Marigil                   | Antonio Suárez             |           |
| 1958-1967 edições não realizadas |                            |                                |                            |           |
| 1968                             | Jesús Manzaneque           | Luis Balagué                   | Enrique Sanchidrián        |           |
| 1969                             | Andrés Oliva               | Enrique Sahagún                | José Manuel Fuente         |           |
| 1970                             | Antonio Martos Aguilar     | Francisco Javier Galdeano      | Antonio Menéndez           |           |
| 1971                             | Eduard Castelló i Vilanova | José Gómez del Moral           | Juan Santiago Zurano Jerez |           |
| 1972                             | Agustín Tamames            | Jose Luis Viejo                | José Grande Sánchez        |           |
| 1973                             | Jesús Manzaneque           | José Pesarrodona               | Pedro Torres               |           |
| 1974                             | Juan Manuel Santisteban    | Agustín Tamames                | José Freitas Martins       |           |
| 1975                             | Miguel María Lasa          | José Antonio González          | Luis Ocaña                 |           |
| 1976                             | Santiago Lazcano           | Jose Luis Viejo                | Txomin Perurena            |           |
| 1977                             | Vicente López Carril       | José Nazábal                   | Klaus-Peter Thaler         |           |
| 1978                             | Enrique Martínez Heredia   | Bernardo Alfonsel              | Enrique Cima               |           |
| 1979                             | Alberto Fernández Blanco   | Faustino Fernández Ovies       | Ángel Arroyo               |           |
| 1980                             | Faustino Rupérez           | Ángel Arroyo                   | Juan Pujol                 |           |
| 1981                             | Ángel Arroyo               | Eduardo Chozas                 | Pedro Muñoz                |           |
| 1982                             | Jeronimo Ibáñez Escribano  | Faustino Rupérez               | Álvaro Pino                |           |
| 1983                             | Pedro Muñoz                | Álvaro Pino                    | Faustino Rupérez           |           |
| 1984                             | Faustino Rupérez           | Alberto Fernández Blanco       | Jesús Ignacio Ibáñez Loyo  |           |
| 1985                             | Jesús Blanco Villar        | Reimund Dietzen                | Ángel Camarillo            |           |
| 1986                             | Jesús Rodríguez Magro      | Vicente Belda                  | Guillermo Arenas           |           |
| 1987                             | Iñaki Gastón               | Julián Gorospe                 | Anselmo Fuerte             |           |
| 1988                             | Rolf Gölz                  | Federico Echave                | Jaanus Kuum                |           |
| 1989                             | Gert-Jan Theunisse         | Jaanus Kuum                    | Álvaro Pino                |           |
| 1990                             | Raúl Alcalá                | Miguel Indurain                | Javier Murguialday         |           |
| 1991                             | Piotr Ugrumov              | Jesús Rodríguez Magro          | Erik Breukink              |           |
| 1992                             | Alex Zülle                 | Tony Rominger                  | Jesús Montoya              |           |
| 1993                             | Erik Breukink              | Peter Meinert Nielsen          | Pedro Delgado              |           |
| 1994                             | Abraham Olano              | Pedro Delgado                  | Félix García Casas         |           |
| 1995                             | Beat Zberg                 | Íñigo Cuesta                   | Miguel Indurain            |           |
| 1996                             | Miguel Indurain            | Fernando Escartín              | Marcelino García Alonso    |           |
| 1997                             | Manuel Fernández Ginés     | Abraham Olano                  | Fernando Escartín          |           |
| 1998                             | Laurent Jalabert           | José María Jiménez             | Santiago Blanco            |           |
| 1999                             | Juan Carlos Domínguez      | Roberto Laiseka                | Fernando Escartín          |           |
| 2000                             | Joseba Beloki              | Alberto López de Munain        | Igor González de Galdeano  |           |
| 2001                             | Juan Carlos Domínguez      | Joan Horrach                   | Alex Zülle                 |           |
| 2002                             | Leonardo Piepoli           | David Bernabeu                 | Joseba Beloki              |           |
| 2003                             | Fabian Jeker               | Juan Miguel Mercado            | Hernán Buenahora           |           |
| 2004                             | Iban Mayo                  | Félix Cárdenas                 | Haimar Zubeldia            |           |
| 2005                             | Adolfo García Quesada      | Samuel Sánchez                 | Giampaolo Cheula           |           |
| 2006                             | Óscar Sevilla              | Eladio Jiménez                 | Luca Mazzanti              |           |
| 2007                             | Koldo Gil Perez            | Alberto Fernández de la Puebla | John-Lee Augustyn          |           |
| 2008                             | Ángel Vicioso              | Xavier Tondo                   | Bruno Pires                |           |
| 2009                             | Francisco Mancebo          | Tiago Machado                  | Javier Moreno              |           |
| 2010                             | Fabio Duarte               | Beñat Intxausti                | Ezequiel Mosquera          |           |
| 2011                             | Javier Moreno              | Sérgio Sousa                   | Hernâni Brôco              |           |
| 2012                             | Beñat Intxausti            | David de la Cruz               | Rémy Di Gregorio           |           |
| 2013                             | Amets Txurruka             | Mikel Landa                    | Javier Moreno              |           |
| 2014 edição não realizada        |                            |                                |                            |           |
| 2015                             | Igor Antón                 | Amets Txurruka                 | Jesús Herrada              |           |
| 2016                             | Hugh Carthy                | Sergio Pardilla                | Daniel Moreno              |           |
| 2017                             | Nairo Quintana             | Óscar Sevilla                  | João Benta                 |           |
| 2018                             | Richard Carapaz            | Jonathan Caicedo               | Ricardo Mestre             |           |
| 2019                             | Richard Carapaz            | Krists Neilands                | Aleksandr Vlasov           |           |
| 2020                             | cancelado                  | cancelado                      | cancelado                  | cancelado |
| 2021                             | Nairo Quintana             | Antonio Pedrero                | Pierre Latour              |           |
| 2022                             | Iván Ramiro Sosa           | Lorenzo Fortunato              | Nicolas Edet               |           |
| 2023                             | Lorenzo Fortunato          | Einer Rubio                    | Iván Ramiro Sosa           |           |
| 2024                             | Isaac Del Toro             | Rafał Majka                    | Eric Fagúndez              |           |
| 2025                             |                            |                                |                            |           |

Nota: O ganhador inicial da edição 2010 e segundo da edição 2011 foi o ciclista Constantino Zaballa, mas em março de 2012, Zaballa foi suspenso por 9 meses pelo uso de efedrina na Volta às Astúrias de 2010 e os resultados obtidos a partir da dita carreira foram anulados.

## Palmarés por países
| País                     | Vitórias | 2.º lugar | 3.º lugar | Total |
| ------------------------ | -------- | --------- | --------- | ----- |
| Espanha                  | 48       | 52        | 49        | 149   |
| Suíça                    | 3        | 1         | 0         | 4     |
| Equador                  | 2        | 1         | 0         | 3     |
| Países Baixos            | 2        | 0         | 1         | 3     |
| Colômbia                 | 1        | 2         | 1         | 4     |
| Alemanha                 | 1        | 1         | 1         | 3     |
| Itália                   | 1        | 0         | 2         | 3     |
| França                   | 1        | 0         | 1         | 2     |
| União Soviética + Rússia | 1        | 0         | 1         | 2     |
| México                   | 1        | 0         | 0         | 1     |
| Reino Unido              | 1        | 0         | 0         | 1     |
| Portugal                 | 0        | 2         | 3         | 5     |
| Noruega                  | 0        | 1         | 1         | 2     |
| Dinamarca                | 0        | 1         | 0         | 1     |
| Letônia                  | 0        | 1         | 0         | 1     |
| África do Sul            | 0        | 0         | 1         | 1     |